# Molycria mcleani
Molycria mcleani là một loài nhện trong họ Gnaphosidae.
Loài này thuộc chi Molycria. Molycria mcleani được Norman I. Platnick & Barbara Baehr miêu tả năm 2006.